# Ronald Wayne
Ronald Wayne er grundlægger af Apple Inc. sammen med Steve Jobs, og Steve Wozniak.
Han arbejdede i midten af 1970'erne sammen med Jobs og Wozniak hos Atari inden han sammen med de samme to grundlagde Apple Computer Co. Hans rolle i virksomheden relaterede sig primært til de juridiske anliggender, såsom partneraftalen mellem de tre. Han bidrog dog også med mere driftrelaterede opgaver som logodesign af virksomhedens første logo samt manualen til deres første computer Apple I.
Wayne er blevet kendt som en af de mest uheldige forretningsmænd eftersom han solgte sin andel (10%) af Apple for $800 i april 1976. Samme aktieandel ville i november 2018 antage en værdi af ca. $100 mia.